# Niger tại Thế vận hội
Niger đã gửi vận động viên (VĐV) tới các kỳ Thế vận hội Mùa hè được tổ chức kể từ năm 1964, trừ các kỳ năm 1976 và 1980. Quốc gia này đã có 2 huy chương Olympic: Issaka Daborg giành huy chương đồng quyền Anh hạng dưới bán trung năm 1972, và Abdoul Razak Issoufou giành huy chương bạc taekwondo hạng cân trên 80 kg dành cho nam năm 2016. Niger chưa từng tham gia Thế vận hội Mùa đông.

## Bảng huy chương

### Huy chương tại các kỳ Thế vận hội Mùa hè
| Thế vận hội           | Số VĐV        | Vàng | Bạc | Đồng | Tổng số | Xếp thứ |
| 1896–1960             | không tham dự |      |     |      |         |         |
| Tokyo 1964            | 1             | 0    | 0   | 0    | 0       | –       |
| Thành phố México 1968 | 2             | 0    | 0   | 0    | 0       | –       |
| München 1972          | 4             | 0    | 0   | 1    | 1       | 43      |
| Montréal 1976         | không tham dự |      |     |      |         |         |
| Moskva 1980           | không tham dự |      |     |      |         |         |
| Los Angeles 1984      | 4             | 0    | 0   | 0    | 0       | –       |
| Seoul 1988            | 5             | 0    | 0   | 0    | 0       | –       |
| Barcelona 1992        | 3             | 0    | 0   | 0    | 0       | –       |
| Atlanta 1996          | 3             | 0    | 0   | 0    | 0       | -       |
| Sydney 2000           | 4             | 0    | 0   | 0    | 0       | -       |
| Athens 2004           | 4             | 0    | 0   | 0    | 0       | –       |
| Bắc Kinh 2008         | 5             | 0    | 0   | 0    | 0       | -       |
| Luân Đôn 2012         | 6             | 0    | 0   | 0    | 0       | –       |
| Rio de Janeiro 2016   | 6             | 0    | 1   | 0    | 1       | 69      |
| Tokyo 2020            | chưa diễn ra  |      |     |      |         |         |
| Tổng số               | Tổng số       | 0    | 1   | 1    | 2       | 124     |

### Huy chương theo môn
| Taekwondo | 0 | 1 | 0 | 1 | 25  |
| Quyền Anh | 0 | 0 | 1 | 1 | 67  |
| Tổng số   | 0 | 1 | 1 | 2 | 124 |

## Các VĐV giành huy chương
| Huy chương | Tên VĐV               | Thế vận hội         | Môn thi đấu | Nội dung                  |
| ---------- | --------------------- | ------------------- | ----------- | ------------------------- |
| Đồng       | Issaka Daborg         | München 1972        | Quyền Anh   | Hạng dưới bán trung (nam) |
| Bạc        | Abdoul Razak Issoufou | Rio de Janeiro 2016 | Taekwondo   | Hạng cân +80kg (nam)      |